# Ejwan (miasto)
Ejwan (perski: اِيوان) – miasto w Iranie, w ostanie Ilam. W 2006 roku liczyło 27 752 mieszkańców.